# Styphlolepis delopasta
Styphlolepis delopasta là một loài bướm đêm trong họ Crambidae.